# アントン (ジャライル部)
アントン（Antong, Antum, Hantun, 安童、1245年 - 1293年）は、大元ウルス時代にその初代でもある第5代モンゴル帝国皇帝（カアン）クビライに仕えた政治家、宰相（中書右丞相）。『元史』などの漢文史料では安童、『集史』などのペルシア語史料ではهنتون نويان（Hatūn Nūyān）、 انتون نويان（Antūn Nūyān）などと表記される。
チンギス・カンに仕えたジャアト・ジャライル部族出身の功臣、ムカリ国王家の出身で、ムカリの曾孫。ムカリの子・ボオルの3男・バアトルが父にあたる。母親はチンギス・カンの第一夫人ボルテの姪で、クビライの皇后チャブイの姉にあたる。息子にウドゥルタイ（兀都帯、バイジュの父）がいる。

## 概要
13歳でケシクテイ（宿営）に入る。クビライの信任が厚く、それに近侍した。クビライがモンゴル帝国帝位継承戦争に勝利した際にアリク・ブケ側に付いた者たちに対する寛大な処分を勧めてクビライに評価され、至元2年（1265年）には早くも光禄大夫、中書右丞相に抜擢され食邑四千戸まで加増を受けた。後に平章政事であるアフマド・ファナーカティーと対立するが、至元11年（1274年）に彼の不正行為をあばいて失脚させた。翌至元12年（1275年）には皇太子チンキムや北平王ノムガンとともにカイドゥ討伐に向かい、カラコルムに入ったノムガンとその庶弟である皇子ココチュに扈従し、カラコルム周辺を領していたモンケ家、アリク・ブケ家などの王族との調停に勤めた。
しかし、至元13年（1276年）にノムガン率いる遠征軍がカイドゥの支配領域の面前であるアルマリクに駐留していた時、軍中のモンケ家の四男シリギが、モンケ、クビライらの庶弟ソゲドゥの息子（ないし孫）トク・テムルの先導によっての他のトゥルイ家をはじめとする王族たちと共謀して反乱を起こした（シリギの乱）。このため、アントンはノムガンとココチュらととも捕縛され、トク・テムルとシリギはノムガンとココチュの兄弟をジョチ・ウルスの当主モンケ・テムルに引き渡し、アントンはカイドゥに引き渡して両陣営に対して自らの反乱への参加を促した。しかし、カイドゥもモンケ・テムルもこの誘いをほぼ黙殺し、シリギの乱はバヤンの派遣などによって鎮圧された。至元21年（1284年）に大都に帰還すると、右丞相に復職し、翌至元22年（1285年）にはアントン不在中に専権を振るった盧世栄の不正行為をあばいて失脚させて、獄死に追い詰めた。ところが、至元24年（1287年）に新しく平章政事となったサンガと対立してその不正を糾弾するも、クビライに取り上げられなかったことから権威が失墜し、至元28年（1291年）に右丞相を退いた。この年、サンガの不正行為があばかれて失脚するものの、アントンは復権することができずに2年後に没した。

## ジャライル部バアトル系国王ムカリ家
- グウン・ゴア（Gü’ün U’a ＞孔温窟哇/kǒngwēn kūwa）
  - 左翼万人隊長・国王ムカリ（Muqali guy-ong ＞木華黎国王/mùhuálí guówáng,موقلىكويانك/mūqalī kūyānk）
    - 左翼万人隊長・国王ボオル（Bo’ol ＞孛魯bólŭ,بوغول/būghūl）
      - 先鋒元帥バアトル（Ba’atul noyan ＞覇突魯/bàtūlŭ,بهادر نويان/bahādur nūyān）
        - 中書右丞相アントン（Antong noyan ＞安童/āntóng,هنتون نويان/hantūn nūyān）
          - 国王ウドゥルタイ（Udurdai ＞兀都帯/wùdōudài）
            - 中書右丞相バイジュ（Baiǰu ＞拝住/bàizhù）
              - トゥレル・テムル（Dürel temür ＞篤麟鉄穆爾/dǔlín tiěmùěr）

        - ディントン（Dingtong ＞定童/dìngtóng）
        - バドクタイ（Baduqutai ＞覇都虎台/bàdōuhǔtái）